# Рамешки (Нерехтский район)
Рамешки — деревня в Нерехтском районе Костромской области России. Входит в состав Воскресенского сельского поселения.

## География
Располагается вблизи реки Корба и автодороги 34Н-1 (Нерехта — Кострома).

## Население
| 2008 | 2010 | 2014 |
| ---- | ---- | ---- |
| 0    | ↗8   | ↘5   |

## Инфраструктура
Личное подсобное хозяйство.
Основа экономики — сельское хозяйство.

## Транспорт
Деревня доступна автотранспортом. Остановка общественного транспорта «Рамешки».